# Guido Pozzo
Guido Pozzo (n. Trieste, Italia, 26 de diciembre de 1951) es un arzobispo católico, filósofo y teólogo italiano.

## Biografía
Nacido en la ciudad italiana de Trieste en el año 1951. Tras realizar sus estudios primarios y secundarios en su ciudad natal. Por la década de los años 70, se trasladó a Roma donde realizó su formación eclesiástica en el Colegio Seminario "Almo Collegio Capranica" y además se licenció en Filosofía y Teología dogmática e hizo un doctorado en Teología por la Pontificia Universidad Gregoriana.
Seguidamente tras finalizar su formación, el día 24 de septiembre de 1977 fue ordenado sacerdote para la Diócesis de Trieste, por el Arzobispo Mons. Pietro Cocolin.
Tras su ordenación como sacerdote comenzó a trabajar en diversas parroquias de la diócesis natal y años más tarde, el 4 de mayo de 1987, entró en la Curia Romana formando parte del servicio de la Congregación para la Doctrina de la Fe.
El 21 de noviembre de 2004, recibió el título honorífico de Prelado de Honor de Su Santidad. 
El 8 de julio de 2009, fue nombrado Secretario de la Comisión Pontificia "Ecclesia Dei".
Años más tarde, el día 3 de noviembre de 2012 fue nombrado arzobispo titular de Bagnoregio y Limosnero de Su Santidad.
Recibió la consagración episcopal el 17 de noviembre en la Basílica de San Lorenzo Extramuros de Roma, de manos del cardenal Tarcisio Bertone (S. D. B.) y teniendo como co-consagrantes al cardenal Gerhard Ludwig Müller y al obispo de Trieste Mons. Giampaolo Crepaldi.
A su vez, el día 30 de abril de 2013 fue nombrado consultor de la Congregación para la Doctrina de la Fe.
El 3 de agosto de ese mismo año, fue nuevamente nombrado secretario de la Comisión Pontificia "Ecclesia Dei".
El 12 de enero de 2016 fue nombrado miembro de la Congregación para las Causas de los Santos ad quinquennium.
El 19 de enero de 2019, tras la supresión de la Comisión Pontificia "Ecclesia Dei", fue nombrado Superintendente de Economía de la Capilla Musical Pontificia.
El 30 de marzo de 2020 fue confirmado como consultor de la Congregación para la Doctrina de la Fe in aliud quinquennium.
El 19 de enero de 2021 fue confirmado como miembro de la Congregación para las Causas de los Santos in aliud quinquennium 
El 19 de enero de 2024 fue confirmado como Superintendente de Economía de la Capilla Musical Pontificia usque ad septuagesimum quintum annum aetatis.